# Comuna Zelena, Nadvirna
Zelena (în ucraineană Зелена) este o comună în raionul Nadvirna, regiunea Ivano-Frankivsk, Ucraina, formată din satele Cernîk, Maksîmeț și Zelena (reședința).

## Demografie
Componența lingvistică a comunei Zelena
     Ucraineană (99,88%)
     Alte limbi (0,11%)
Conform recensământului din 2001, majoritatea populației comunei Zelena era vorbitoare de ucraineană (99,88%), existând în minoritate și vorbitori de alte limbi.